# Pro14 2018-19
El Pro 14 2018-19, también conocido como Guinness Pro14 (por cuestiones de patrocinio) fue la decimoctava temporada de la Liga Celta. Fue la segunda temporada que a la competencia se la conoce como Pro14, con la adición de dos equipos sudafricanos.
Se confirman catorce equipos para competir esta temporada: 4 de Irlanda (Connacht, Leinster, Munster y Ulster), 4 de Gales (Cardiff Blues, Ospreys, Newport Dragons y Scarlets), 2 de Italia (Benetton Treviso y Zebre), 2 de Escocia (Glasgow Warriors y Edinburgh), y 2 de Sudáfrica (Cheetahs y Southern Kings).

## Equipos participantes
| Equipo           | Ciudad           | Estadio                                          | Capacidad     | Entrenador(es)    |
| ---------------- | ---------------- | ------------------------------------------------ | ------------- | ----------------- |
| Benetton Treviso | Treviso          | Stadio Comunale di Monigo                        | 6700          | Kieran Crowley    |
| Cardiff Blues    | Cardiff          | Cardiff Arms Park                                | 12 125        | John Mulvihill    |
| Cheetahs         | Bloemfontein     | Estadio Free State                               | 48 000        | Franco Smith      |
| Irlanda Connacht | Galway           | Galway Sportsgrounds                             | 8100          | Andy Friend       |
| Edinburgh        | Edimburgo        | Estadio Myreside Estadio de Murrayfield          | 5500 67 144   | Richard Cockerill |
| Glasgow Warriors | Glasgow          | Estadio Scotstoun                                | 9708          | Dave Rennie       |
| Leinster         | Dublín           | RDS Arena Estadio Aviva                          | 18 500 51 700 | Leo Cullen        |
| Munster          | Limerick         | Thomond Park Musgrave Park                       | 25 600 9500   | Peter O'Mahony    |
| Newport Dragons  | Newport          | Rodney Parade                                    | 8500          | Bernard Jackman   |
| Ospreys          | Swansea          | Liberty Stadium                                  | 20 827        | Allen Clarke      |
| Scarlets         | Llanelli         | Parc y Scarlets                                  | 14 870        | Ken Owens         |
| Southern Kings   | Puerto Elizabeth | Estadio Nelson Mandela Bay Isaac Wolfson Stadium | 48 459 10 000 | Mike Willemse     |
| Ulster           | Belfast          | Estadio Kingspan                                 | 18 196        | Rory Best         |
| Zebre            | Parma            | Stadio Sergio Lanfranchi                         | 5000          | Tommaso Castello  |

## Formato
Los catorce equipos se dividirán en dos conferencias de siete equipos, y cada conferencia contará con dos equipos de Irlanda y Gales y uno por parte de Italia, Escocia y Sudáfrica. La temporada regular estará compuesta por 21 rondas: 
- 12 partidos en casa y fuera de casa, para cada equipo en su propia conferencia,
- 7 juegos en casa o fuera de casa contra los equipos contrarios en la otra conferencia,
- más dos derbis regionales.[2][3]

Para garantizar un equilibrio competitivo, los equipos se distribuyen de manera equitativa entre las conferencias según su clasificación de la temporada anterior.
El equipo que ocupa el primer puesto en cada conferencia recibe un pase directo a las semifinales, los equipos ubicados segundo y tercero en cada conferencia se enfrentan en dos cuartos de final para los dos lugares restantes de la semifinal.

### Clasificación a las copas
Al final de la temporada 2018-19, los seis mejores equipos (los mejores tres de cada conferencia) se clasificarán automáticamente para la Copa de Europa de Rugby 2019-20, independientemente de su país de origen (anteriormente los siete clasificados incluían al menos un equipo de Irlanda, Gales, Escocia e Italia). Un séptimo equipo saldrá de un repechaje entre los que clasifiquen en el cuarto lugar de cada conferencia.
Actualmente, los dos equipos sudafricanos no serán elegibles para clasificarse para los torneos de Europa.

## Clasificación

### Conferencia A
Actualizado a últimos partidos disputados el 27 de abril de 2019 (21.ª Jornada).
|  |    | Equipos          |               | PJ | PG | PE | PP | PF  | PC  | Dif  | PBO | PBD | Pts |
|  | -- | ---------------- | ------------- | -- | -- | -- | -- | --- | --- | ---- | --- | --- | --- |
|  | 1. | Glasgow Warriors | Sin cambios   | 21 | 16 | 0  | 5  | 621 | 380 | +241 | 15  | 2   | 81  |
|  | 2. | Munster          | Sin cambios   | 21 | 16 | 0  | 5  | 612 | 348 | +264 | 11  | 2   | 77  |
|  | 3. | Connacht         | Sin cambios   | 21 | 12 | 0  | 9  | 475 | 394 | +81  | 7   | 6   | 61  |
|  | 4. | Ospreys          | Crecimiento   | 21 | 12 | 0  | 9  | 445 | 404 | +41  | 6   | 4   | 58  |
|  | 5. | Cardiff Blues    | Decrecimiento | 21 | 10 | 0  | 11 | 497 | 451 | +46  | 7   | 7   | 54  |
|  | 6. | Cheetahs         | Sin cambios   | 21 | 8  | 1  | 12 | 541 | 606 | −65  | 9   | 3   | 46  |
|  | 7. | Zebre            | Sin cambios   | 21 | 3  | 0  | 18 | 260 | 640 | −380 | 5   | 2   | 19  |

### Conferencia B
Actualizado a últimos partidos disputados el 27 de abril de 2019 (21.ª Jornada).
|  |    | Equipos          |             | PJ | PG | PE | PP | PF  | PC  | Dif  | PBO | PBD | Pts |
|  | -- | ---------------- | ----------- | -- | -- | -- | -- | --- | --- | ---- | --- | --- | --- |
|  | 1. | Leinster (T)     | Sin cambios | 21 | 15 | 1  | 5  | 672 | 385 | +287 | 12  | 2   | 76  |
|  | 2. | Ulster           | Sin cambios | 21 | 13 | 2  | 6  | 441 | 424 | +17  | 6   | 1   | 63  |
|  | 3. | Benetton Treviso | Sin cambios | 21 | 11 | 2  | 8  | 474 | 431 | +43  | 6   | 3   | 57  |
|  | 4. | Scarlets         | Sin cambios | 21 | 10 | 0  | 11 | 510 | 470 | +40  | 7   | 5   | 52  |
|  | 5. | Edinburgh        | Sin cambios | 21 | 10 | 0  | 11 | 431 | 436 | -5   | 6   | 5   | 51  |
|  | 6. | Newport Dragons  | Sin cambios | 21 | 5  | 1  | 15 | 339 | 599 | −260 | 1   | 3   | 26  |
|  | 7. | Southern Kings   | Sin cambios | 21 | 2  | 1  | 18 | 385 | 735 | −350 | 5   | 7   | 22  |

Pts = Puntos totales; PJ = Partidos Jugados; G = Partidos Ganados; E = Partidos Empatados; P = Partidos Perdidos; PF = Puntos a favor; PC = Puntos en contra; Dif = Diferencia de puntos; PBO = Bonus ofensivos; PBD = Bonus defensivos
|  | Campeón 2018/19.                                                                    |
|  | Clasificados para la fase eliminatoria y promovidos para la Copa de Europa 2019/20. |
|  | Clasificado para la Copa de Europa 2019/20.                                         |
|  | Desempataran por un lugar en la fase de clasificación de la Copa de Europa 2019/20. |
|  | (T) Campeón 2017/18.                                                                |

## Resultados

### Primera fase
| Clubes        | Clubes           | Conferencia A | Conferencia A | Conferencia A | Conferencia A | Conferencia A | Conferencia A | Conferencia A | Conferencia B | Conferencia B | Conferencia B | Conferencia B | Conferencia B | Conferencia B | Conferencia B |
| Clubes        | Clubes           | BLU           | CHE           | CON           | GLA           | MUN           | OSP           | ZEB           | BEN           | DRA           | EDI           | KIN           | LEI           | SCA           | ULS           |
| ------------- | ---------------- | ------------- | ------------- | ------------- | ------------- | ------------- | ------------- | ------------- | ------------- | ------------- | ------------- | ------------- | ------------- | ------------- | ------------- |
| Conferencia A | Cardiff Blues    | —             | 24-21         |               |               | 37-13         | 23-26         |               |               |               |               |               | 32–33         |               |               |
| Conferencia A | Cheetahs         |               | —             |               | 24-52         |               |               |               |               |               |               |               |               |               | 39-39         |
| Conferencia A | Cheetahs         | 61-25         | —             |               | 24-52         |               |               |               |               |               |               |               |               |               | 39-39         |
| Conferencia A | Connacht         |               |               | —             | 26–27         |               |               | 32–13         |               |               |               |               | 3-20          | 33-20         |               |
| Conferencia A | Glasgow Warriors |               |               |               | —             | 25–10         |               | 36-8          |               | 29-13         |               |               |               |               |               |
| Conferencia A | Glasgow Warriors | 34-10         |               |               | —             | 25–10         |               | 36-8          |               | 29-13         |               |               |               |               |               |
| Conferencia A | Munster          |               | 38–0          | 27-14         |               | —             | 49-13         |               |               |               |               |               |               |               | 64-7          |
| Conferencia A | Ospreys          |               | 46–14         |               |               |               | —             |               | 27-10         |               | 17–13         |               |               |               |               |
| Conferencia A | Zebre            | 26-24         |               |               |               |               | 8-22          | —             |               |               |               | 32–16         |               |               |               |
|               | Zebre            | 26-24         |               |               |               |               | 8-22          | —             |               |               |               | 32–16         |               |               |               |
| Conferencia B | Benetton         | 27–25         |               |               |               |               |               |               | —             |               |               | 28-5          |               |               |               |
| Conferencia B | Dragons          | 15-23         |               |               |               |               |               | 16-5          | 17–21         | —             |               | 27–22         |               | 34-32         |               |
| Conferencia B | Edinburgh        |               | 37-21         | 17-10         |               |               |               |               | 31-30         |               | —             |               |               |               |               |
| Conferencia B | Southern Kings   |               |               |               | 38-28         |               |               |               |               |               |               | —             |               |               | 7-28          |
| Conferencia B | Leinster         |               |               |               |               | 30-22         |               |               |               | 52-10         | 31-7          |               | —             |               |               |
| Conferencia B | Scarlets         |               |               |               |               |               | 20-17         |               | 38-29         |               |               | 54-14         | 23–21         | —             |               |
| Conferencia B | Ulster           |               |               | 15-22         |               |               |               |               |               |               | 30–29         |               | 14-13         | 15–13         | —             |

|  | Victoria local |  | Empate |  | Derrota local |

### Fase eliminatoria
|  | Reclasificación  | Reclasificación  |          |    | Semifinales | Semifinales |  |                  | Final | Final |  |
|  |                  |                  |          |    |             |             |  |                  |       |       |  |
|  |                  |                  |          |    |             |             |  |                  |       |       |  |
|  |                  |                  |          |    |             |             |  |                  |       |       |  |
|  |                  |                  |          |    |             |             |  |                  |       |       |  |
|  |                  |                  |          |    |             |             |  |                  |       |       |  |
|  |                  | Glasgow Warriors | 50       |    |             |             |  |                  |       |       |  |
|  |                  |                  | 50       |    |             |             |  |                  |       |       |  |
|  |                  |                  | Ulster   | 20 |             |             |  |                  |       |       |  |
|  | Ulster           | 21               | Ulster   | 20 |             |             |  |                  |       |       |  |
|  | Ulster           | 21               |          |    |             |             |  |                  |       |       |  |
|  | Connacht         | 13               |          |    |             |             |  |                  |       |       |  |
|  | Connacht         | 13               |          |    |             |             |  | Glasgow Warriors | 15    |       |  |
|  |                  |                  |          |    |             |             |  | Glasgow Warriors | 15    |       |  |
|  |                  |                  | Leinster | 18 |             |             |  |                  |       |       |  |
|  |                  |                  | Leinster | 18 |             |             |  |                  |       |       |  |
|  |                  |                  |          |    |             |             |  |                  |       |       |  |
|  |                  |                  |          |    |             |             |  |                  |       |       |  |
|  |                  | Leinster         | 24       |    |             |             |  |                  |       |       |  |
|  |                  |                  | 24       |    |             |             |  |                  |       |       |  |
|  |                  |                  | Munster  | 9  |             |             |  |                  |       |       |  |
|  | Munster          | 15               | Munster  | 9  |             |             |  |                  |       |       |  |
|  | Munster          | 15               |          |    |             |             |  |                  |       |       |  |
|  | Benetton Treviso | 13               |          |    |             |             |  |                  |       |       |  |
|  | Benetton Treviso | 13               |          |    |             |             |  |                  |       |       |  |
|  |                  |                  |          |    |             |             |  |                  |       |       |  |

#### Reclasificación
| 4 de mayo de 2019, 15:00 UTC (UTC+0) | Munster | 15 - 13 | Benetton Treviso | Thomond Park, Limerick |             |
|                                      |         | Reporte |                  | Árbitro(s):            | Árbitro(s): |

| 4 de mayo de 2019, 17:30 UTC (UTC+0) | Ulster | 21 - 13 | Connacht | Ravenhill Stadium, Belfast |             |
|                                      |        | Reporte |          | Árbitro(s):                | Árbitro(s): |

#### Semifinales
| 17 de mayo de 2019, 19:35 UTC (UTC+0) | Glasgow Warriors | 50 - 20 | Ulster | Scotstoun Stadium, Glasgow |  |
|                                       |                  |         |        | Árbitro(s):                |  |

| 18 de mayo de 2019, 15:00 UTC (UTC+0) | Leinster | 24 - 9 | Munster | RDS Arena, Dublín |  |
|                                       |          |        |         | Árbitro(s):       |  |

#### Final
| 25 de mayo de 2019, : UTC (UTC+0) | Glasgow Warriors | 15 - 18 | Leinster | Celtic Park, Glasgow                                    |  |
|                                   |                  |         |          | Asistencia: 47.125 espectadores Árbitro(s): Nigel Owens |  |

| Bandera de Irlanda |
| Campeón Leinster   |
| Sexto título       |